# Dani Dayan
Dani Dayan (em hebraico:  דני דיין‎; Buenos Aires, 1955) é um político e empresário israelense e advogado dos assentamentos israelenses na Cisjordânia. Serviu como presidente do Conselho de Yesha de 2007 a 2013. Em 2013, ele renunciou como presidente do Conselho de Yesha para endorsar Benjamin Netanyahu para primeiro-ministro. Dayan foi apontado como chefe das relações exteriores do conselho de Yesha, como o único representante oficial dos assentamentos de Israel na comunidade internacional.
Sendo descrito como uma pessoa "mundana e pragmática" pelo New York Times e como o "líder mais eficiente dos assentamentos israelenses." Dayan é considerado o "rosto" do movimento de assentamentos israelenses na comunidade internacional. Seu nome  aparece em muitas publicações, incluindo o New York Times, o Los Angeles Times, The Boston Globe, USA Today, The Guardian, Haaretz, The Times of Israel e no Jerusalem Post.

## Juventude
Dayan nasceu em Buenos Aires, Argentina. Ele e sua família imigraram para Israel em 1971, quando ele tinha 15, vivendo a vizinhança de Yad Eliyahu em Tel Aviv. Dayan passou 7 anos e meio no exército de Israel. Ele é primo da jornalista, Ilana Dayan.
Dayan possui um B.Sc em economia e ciência da computação da universidade de Bar Ilan e um M.Sc em finanças da Universidade de Tel Aviv. Ele é um Major (Res.) nas Forças de Defesa de Israel.

## Carreira
Em 1982, Dayan fundou uma firma de tecnologia da informação chamada "Elad Systems", que liderou, primeiro como CEO e mais tarde como presidente later, até 2005, quando vendeu a companhia. Ele continua a investir em empresas de alta tecnologia e serve como um conferencista na universidade de Ariel.

## Carreira Diplomática
Em 2015 Dayan foi nomeado pelo ministro Benjamin Netanyahu para ser o embaixador de israel no Brasil,  esperando a aprovação do governo brasileiro, a indicação de Dayan gerou revoltas dos movimentos sociais brasileiros que questionaram a nomeação de Dayan o acusando de violar o direito internacional nas comunidades palestinas devido a sua opinião e suas ações em relação aos assentamentos israelenses na Cisjordânia e pedindo que as credenciais diplomáticas não fossem concedidas a ele.  Entre as entidades brasileiras que questionam a designação estão a Central Única de Trabalhadores (CUT) e o Movimento dos Trabalhadores Rurais Sem Terra (MST) ao aprovar a indicação polêmica Benjamin Netanyahu disse: "A nomeação de embaixadores é importante para a política externa de Israel. A missão mais elevada de qualquer embaixador é sua habilidade de influir na opinião pública. Isso é o que distingue os bons embaixadores dos medíocres" além disso Soraya Misleh, coordenadora da Frente de Defesa do Povo Palestino, uma das organizações que questionaram a nomeação, advertiu que o nome de Dayan "é polêmico inclusive dentro da própria comunidade israelense no Brasil". Segundo um manifesto contrário a Dayan, ele vive no norte da Cisjordânia, em um dos assentamentos judeus considerados ilegais pela Corte Internacional de Justiça, segundo parecer consultivo aprovado em 2004 por 150 países da Organização das Nações Unidas (ONU), entre os quais o Brasil.
A indicação não foi bem vista pelo governo brasileiro por dois motivos: 1° a política externa brasileira é de apoio a criação do Estado Palestino, 2° o governo brasileiro considera os assentamentos ilegais, o governo brasileiro evitou comentar oficialmente se a presidente, Dilma Rousseff iria ou não aceitar a indicação. As relações diplomáticas entre o Brasil e Israel já estão ruins desde 2010 e as tensões aumentaram em 2014, quando o porta-voz do Ministério das Relações Exteriores de Israel chamou o Brasil de "anão diplomático" depois do país retirar seu embaixador como forma de protesto pela ofensiva militar em Gaza, O governo brasileiro também se irritou com a forma que Israel anunciou a indicação de Dayan, em um post de Netanyahu na rede social Twitter, no dia 5 de agosto, antes mesmo de Brasília ter sido informada ou ter concordado com a indicação. De acordo com uma fonte do governo brasileiro, a maneira como o anúncio foi feito não apenas fere as regras diplomáticas como foi considerado pelo Brasil como uma tentativa de impor um nome que Israel sabia que não seria aceito. Durante quatro meses o governo brasileiro fez silenciosamente uma série de gestões diplomáticas tentando convencer Israel a trocar a indicação de Dayan, sem sucesso, durante o ano de 2015, Dayan iniciou uma ofensiva pela defesa de sua indicação, dizendo a jornalistas que o governo de Netanyahu não estava fazendo o suficiente para pressionar o Brasil a aceitá-lo, ele afirmou que isso abre um precedente que impedirá moradores de assentamentos de representar Israel no exterior.
Em janeiro de 2016, embaixadores brasileiros de todas as esferas políticas lançaram um manifesto apoiando o governo brasileiro. No dia 28 de março de 2016, após sete meses de impasse, o primeiro-ministro israelense Benjamin Netanyahu anunciou que Dayan seria nomeado cônsul-geral de Israel em Nova York, o que encerrou a crise diplomática.